# Archikatedralny sobór św. Jura we Lwowie

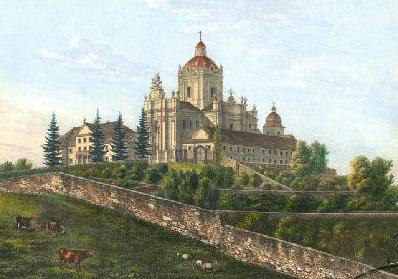
Karol Auer, Archikatedra św. Jura i pałac arcybiskupi na wzgórzu świętojurskim 1837

Archikatedralny sobór św. Jura we Lwowie (ukr. Архикатедральний собор Святого Юра у Львові) – katedralna cerkiew archidiecezji lwowskiej Ukraińskiego Kościoła Greckokatolickiego – metropolii halickiej. Jest położona przy placu św. Jura (площа святого Юра).
Zbudowana w latach 1744–1772 w stylu rokokowym z fundacji biskupa ordynariusza greckokatolickiej diecezji lwowskiej Atanazego Szeptyckiego. Trzynawowa świątynia łączy w bardzo oryginalny sposób sztukę rokokową z planem kościoła wschodniego. Stanowi, według niektórych opinii, najdoskonalsze dzieło europejskiego późnego baroku.
Do 1946 był to sobór katedralny archidiecezji lwowskiej Kościoła katolickiego obrządku greckokatolickiego. Przeprowadzony przez władze sowieckie we Lwowie w dniach 8–10 marca 1946, nieuznany przez Stolicę Apostolską, sobór, którego uczestnikami byli podrzędni duchowni i agenci NKWD, zniósł unię z Rzymem i przyłączył formalnie Kościół katolicki obrządku bizantyjsko-ukraińskiego do Rosyjskiego Kościoła Prawosławnego. Po dokonanej pod nadzorem tajnej sowieckiej policji politycznej oficjalnej likwidacji Kościoła greckokatolickiego w ZSRR i aresztowaniu całego episkopatu, archikatedra Świętego Jura została przekazana w marcu 1946 Rosyjskiemu Kościołowi Prawosławnemu i odgrywała rolę katedry prawosławnej eparchii lwowskiej Patriarchatu Moskiewskiego. W tym czasie usunięto z wnętrza niektóre greckokatolickie i ukraińskie elementy, np. epitafium Markiana Szaszkewycza i tron biskupi (zastąpiony prowizorycznym ołtarzem bocznym).
W sierpniu 1990 świątynia powróciła w posiadanie reaktywowanego oficjalnie wówczas w Ukraińskiej SRR Ukraińskiego Kościoła Greckokatolickiego. W 1991 papież Jan Paweł II ustanowił metropolitą lwowskim obrządku bizantyjsko-ukraińskiego kardynała Myrosława Lubacziwśkiego (od 1984 greckokatolickiego arcybiskupa lwowskiego, przebywającego na emigracji), następcę Josyfa Slipego. Myrosław Lubacziwski powrócił 31 marca 1991 do Lwowa obejmując obowiązki w archikatedrze.
Cały zespół, otoczony murem, obejmuje, oprócz katedry, również dzwonnicę, budynki kapituły oraz pałac metropolitów. Całość stanowi niezwykle malowniczy, widoczny z daleka zespół architektoniczny.
W 1998 sobór św. Jura razem ze Starym Miastem, Wysokim Zamkiem i Podzamczem został wpisany na listę światowego dziedzictwa UNESCO.
29 lipca 2015, w stupięćdziesiątą rocznicę urodzin Andrzeja Szeptyckiego, na placu przy archikatedrze Świętego Jura, z udziałem prezydenta Ukrainy Petra Poroszenki odsłonięto pomnik metropolity.

## Historia

### Pierwsze świątynie
Już w XIII w. na wzgórzu świętojurskim stała kaplica i domki mnichów-pustelników. Według legend mnisi zamieszkiwali też naturalne pieczary we wzgórzu. Ok. 1280 r. książę Lew wzniósł pierwszą drewnianą cerkiew i klasztor, które zostały spalone w 1340. W 1363 archimandryta Eutymiusz rozpoczął budowę nowej, murowanej z kamienia i cegły, świątyni. Prace prowadził i prawdopodobnie wykonał projekt pierwszy architekt lwowski Dorchi, znany też jako Doring. Roboty budowlane przeciągały się i zostały ukończone w 1437. Powstała ceglana, gotycka budowla,kryta dwuspadowym dachem, z niewysoką wieżą-dzwonnicą, charakterystyczna dla ówczesnego Lwowa. Położona daleko poza murami miejskimi świątynia ocalała podczas wielkiego pożaru Lwowa w czerwcu 1527. Stopniowo przybywało wokół niej kaplic. Wymienić wśród nich należy kaplicę św. Prokopa, ufundowaną w 1685 i ufundowaną 15 lat później z woli ihumena Dionizego Siatkiewicza kaplicę Opieki Matki Boskiej dla cudownego obrazu przeniesionego tu z Trembowli.
W 1539, po przeniesieniu do Lwowa siedziby diecezji prawosławnej z Halicza, cerkiew św. Jura stała się soborem katedralnym. Diecezja lwowska pozostała ostoją prawosławia nawet po zawarciu unii brzeskiej w 1596. Oficjalnie przystąpiła do niej w 1700, co ogłosił w soborze biskup Józef Szumlański.
Metropolita Atanazy Szeptycki zaplanował w I poł. XVIII w. budowę nowej rezydencji i świątyni na wzgórzu św. Jura. Plany te wywołały sprzeciw bazylianów i zapoczątkowały gwałtowny spór, ciągnący się przez dziesięciolecia.

### Obecna świątynia

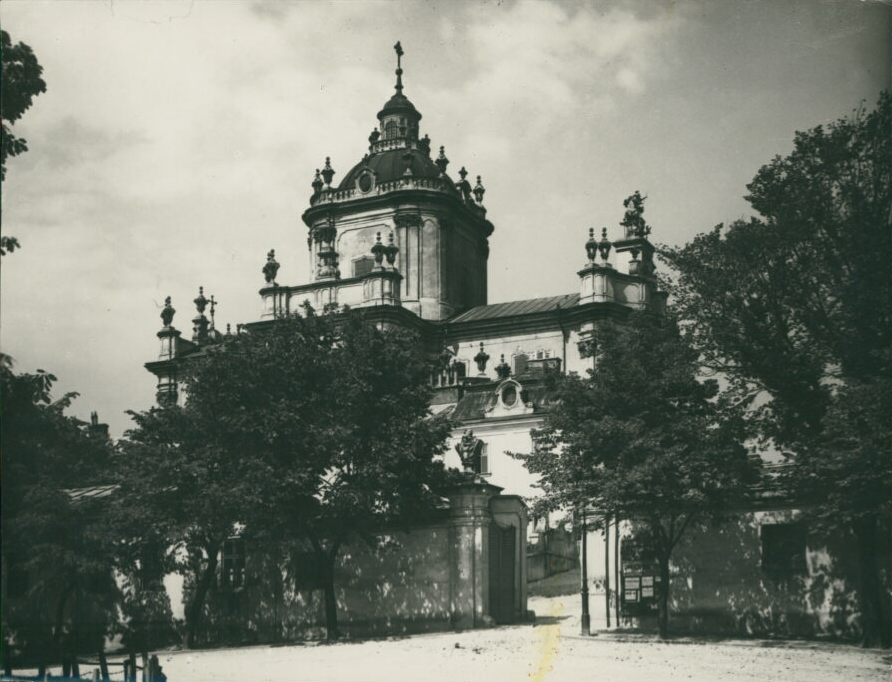
Katedra św. Jura we Lwowie ok. 1930

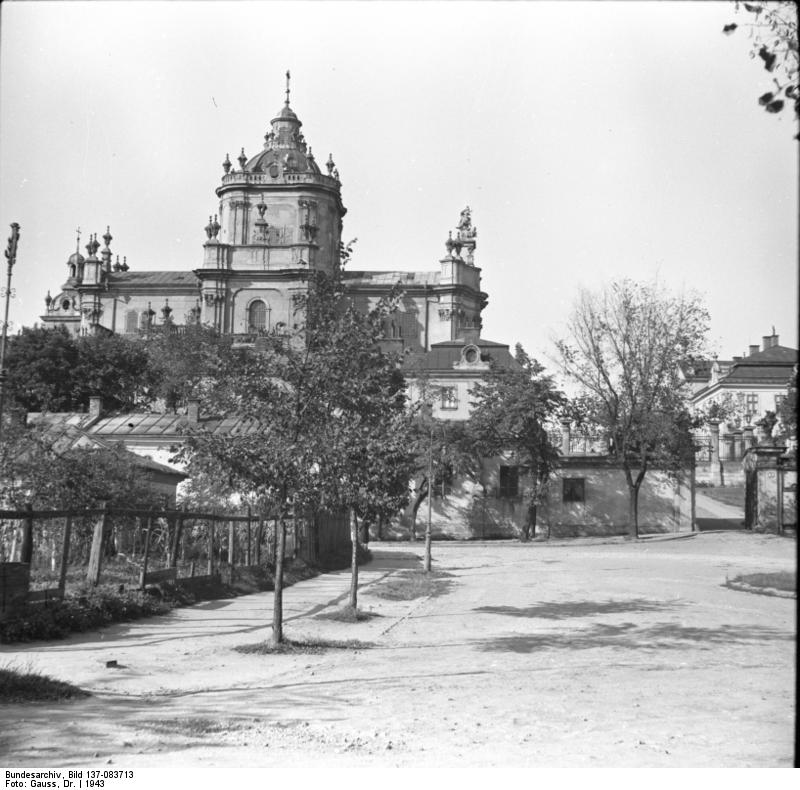
Fotografia soboru św. Jura z 1943

W latach 1743–44 zburzono starą, gotycką świątynię i rozpoczęto budowę nowej według projektu Bernarda Meretyna, jednego z najwybitniejszych architektów polskiego rokoka. Kamień węgielny pod budowę położono we wrześniu 1744. Dwa lata później Atanazy Szeptycki zmarł pozostawiając duże sumy pieniędzy na finansowane dalszych prac, które do 1754 ze strony kościoła nadzorował bazylianin Arseni Sienicki. Umowy budowlane były zawierane czterokrotnie (1744, 1750, 1753, 1756). Po śmierci Meretyna w 1759 budowę kontynuował do 1764 Klemens Fesinger. Wystrój zewnętrzny ukończono ostatecznie w 1772, za czasów następcy Atanazego Szeptyckiego, Leona Ludwika Szeptyckiego. Dekoracje rzeźbiarskie wykonał Jan Jerzy Pinzel. Wnętrze świątyni ozdobiły polichromie Michała Filewicza.
W chwili I rozbioru Polski w klasztorze św. Jura mieszkało 14 ojców, kleryków i braci.
W 1780 wyrok sądu austriackiego zakończył spór między biskupem a klasztorem świętojurskim, przyznając słuszność biskupowi. W 1807 we Lwowie ustanowiono greckokatolicką metropolię, a katedra św. Jura stała się archikatedrą. W 1817 klasztor bazylianów został rozwiązany. Zakonnicy opuścili jego mury i przenieśli się do monasteru św. Onufrego.
W 1876 polichromie Filewicza odnowił krakowski malarz Erazm Fabijański. Jako odpowiednik ambony pojawił się siedzący posąg papieża Piusa IX, dłuta Tadeusza Błotnickiego.
Za czasów galicyjskich w zbudowanym obok pałacu rezydowali metropolici Kościoła greckokatolickiego, duchowi przywódcy ludności ukraińskiej. Podlegali im biskupi w Przemyślu i Stanisławowie (od 1885). Ważną rolę w historii odrodzenia narodowego Ukraińców odegrał biskup Andrzej Szeptycki zasiadający na tronie arcybiskupim w latach 1900–1944, cieszący się szacunkiem nie tylko Ukraińców, ale całej społeczności Lwowa.
W listopadzie 1918 przez park biegnący na wschód od rezydencji metropolity przebiegała linia frontu polsko-ukraińskiego. Po polskiej stronie znalazł się pałac metropolity Szeptyckiego, jednak Polacy ze względu na szacunek, jaki do niego żywili, nie wykorzystali budynku do celów wojskowych. W latach 20. XX w. głośny był proces zwany „świętojurskim”. Policja aresztowała grupę komunistów, którzy w podziemiach soboru urządzali swoje zebrania. W okresie międzywojennym wydawano w soborze czasopismo „Widomosty”.
W czasie drugiej wojny światowej z polecenia metropolity Szeptyckiego ukrywano w kompleksie klasztornym grupę Żydów.
W 1946 władze komunistyczne zlikwidowały lwowską metropolię i zorganizowały tzw. sobór lwowski, który ogłosił likwidację Kościoła greckokatolickiego na radzieckiej Ukrainie i włączenie jego struktur do Rosyjskiej Cerkwi Prawosławnej. Duchowieństwo, które nie zaakceptowało tych decyzji, zostało poddane represjom. Następca Szeptyckiego, metropolita Josyf Slipyj, został zesłany na Syberię. Dzięki interwencji papieża Jana XXIII został 6 lutego 1963 zwolniony i zmuszony do wyjazdu (9 lutego) do Rzymu, gdzie rezydował do końca życia (1984). 7 września 1984 arcybiskupem większym Lwowa i zwierzchnikiem Kościoła Greckokatolickiego na Ukrainie mianowany został Myrosław Lubacziwśkyj.
W 1990 sobór św. Jura powrócił do grekokatolików, a zwołany w nim w roku następnym synod biskupów ogłosił oficjalnie odnowienie struktur Kościoła greckokatolickiego na Ukrainie. 31 marca 1991 uroczyście powrócił do Lwowa Myrosław Lubacziwśkyj. Zamieszkał w pałacu metropolitów. 8 września 1992 dokonano uroczystego pochówku w krypcie soboru sprowadzonych 27 sierpnia z Rzymu szczątków metropolity Slipego.
W 1996 w soborze św. Jura odbyły się uroczyste obchody 400-lecia unii brzeskiej. 25 stycznia 2001 roku następcą kardynała Lubacziwśkiego został wybrany jego dotychczasowy biskup pomocniczy Lubomyr Huzar. W 2001 w murach soboru gościł papież Jan Paweł II, który w czasie swej wizyty we Lwowie rezydował w pałacu metropolitów.
W 2005 siedzibę metropolii przeniesiono do Kijowa, a Lwów pozostał siedzibą eparchii. Kardynał Lubomyr Huzar w sierpniu tego samego roku jako zwierzchnik kościoła katolickiego obrządku bizantyjsko-ukraińskiego przyjął tytuł arcybiskupa większego Kijowa i Halicza.

### Działalność polityczna
W XIX wieku, przy wsparciu biskupa, działało tutaj ukraińskie stronnictwo polityczne zwane „Świętojurcami”.

## Architektura

### Wygląd zewnętrzny

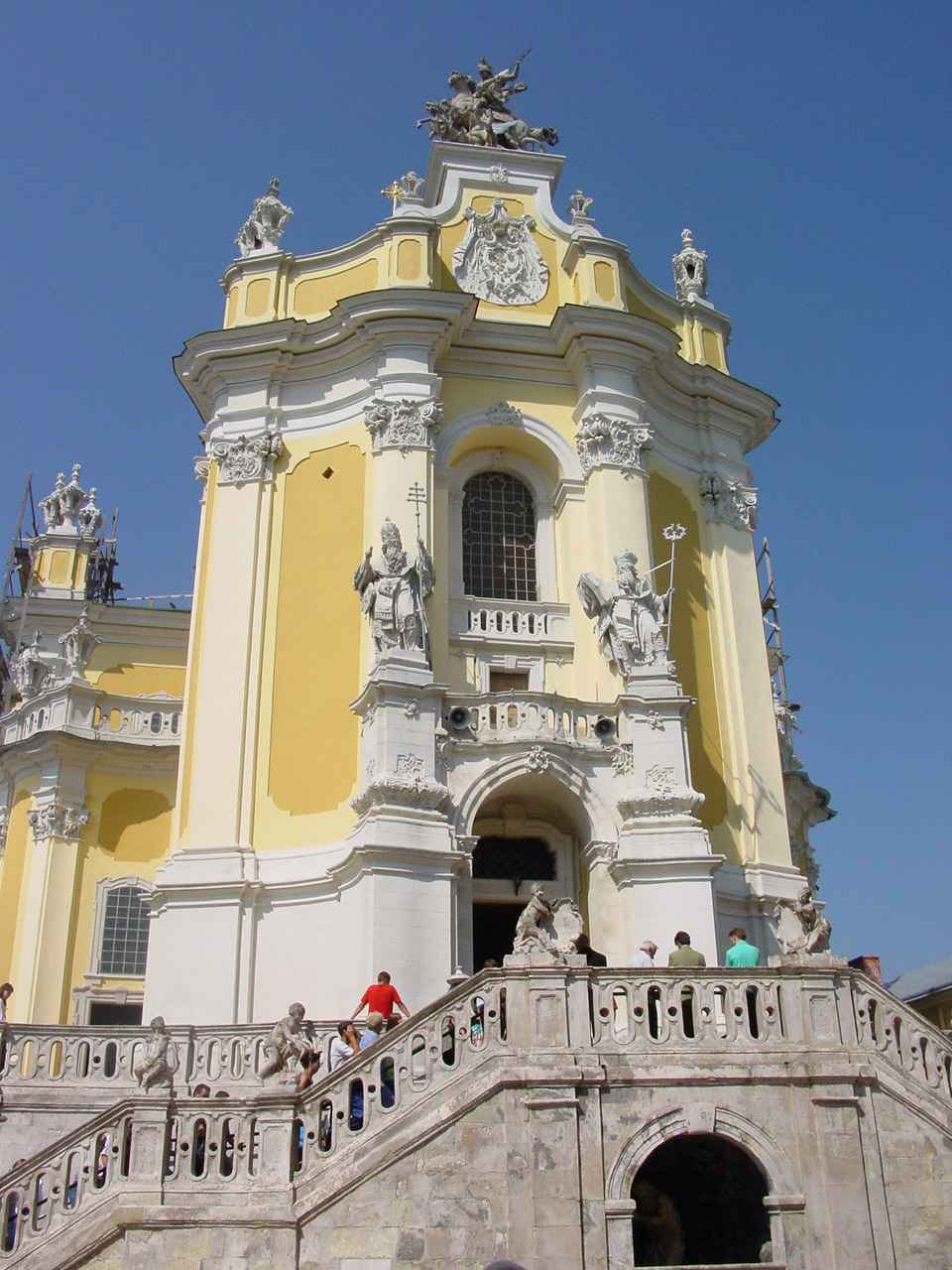
Fronton soboru św. Jura

Monumentalny sobór katedralny stanowi wielki pomnik sztuki swojej epoki. Zachwyca ogromem, dynamizmem śmiało zestawionych brył i ekspresją rzeźb. Stanowi, według niektórych, najdoskonalsze dzieło europejskiego późnego baroku. Wzniesiony jako świątynia trzynawowa, łączy w bardzo oryginalny sposób sztukę rokokową z planem kościoła wschodniego. Oparty został na planie krzyża greckiego z nieco przedłożonymi ramionami na osi wschód-zachód. Budynek soboru, wywodzący się poprzez środowisko austriackie z tradycji rzymskiej, odznacza się wielką koncentracją przestrzeni pięciokopułowego założenia, dynamicznie przeciwstawionego osi podłużnej. O charakterze bryły budowli decyduje operowanie rytmicznie sfalowaną masą muru, dekorowanego pilastrami i łamanymi gzymsami i zwieńczonego balustradą. W narożnikami pomiędzy ramionami transeptu a nawą główną zbudowano cztery kaplice, przykryte niewielkimi kopułami, niewidocznymi z zewnątrz. Nad skrzyżowaniem naw, w środkowej części katedry, wznosi się kopuła centralna, założona na masywnym, wysokim, czworobocznym tamburze z zaokrąglonymi narożami, wspartym wewnątrz czterema potężnymi filarami. Kopułę wieńczy latarnia z krzyżem. Po bokach prezbiterium znajdują się dwie zakrystie.

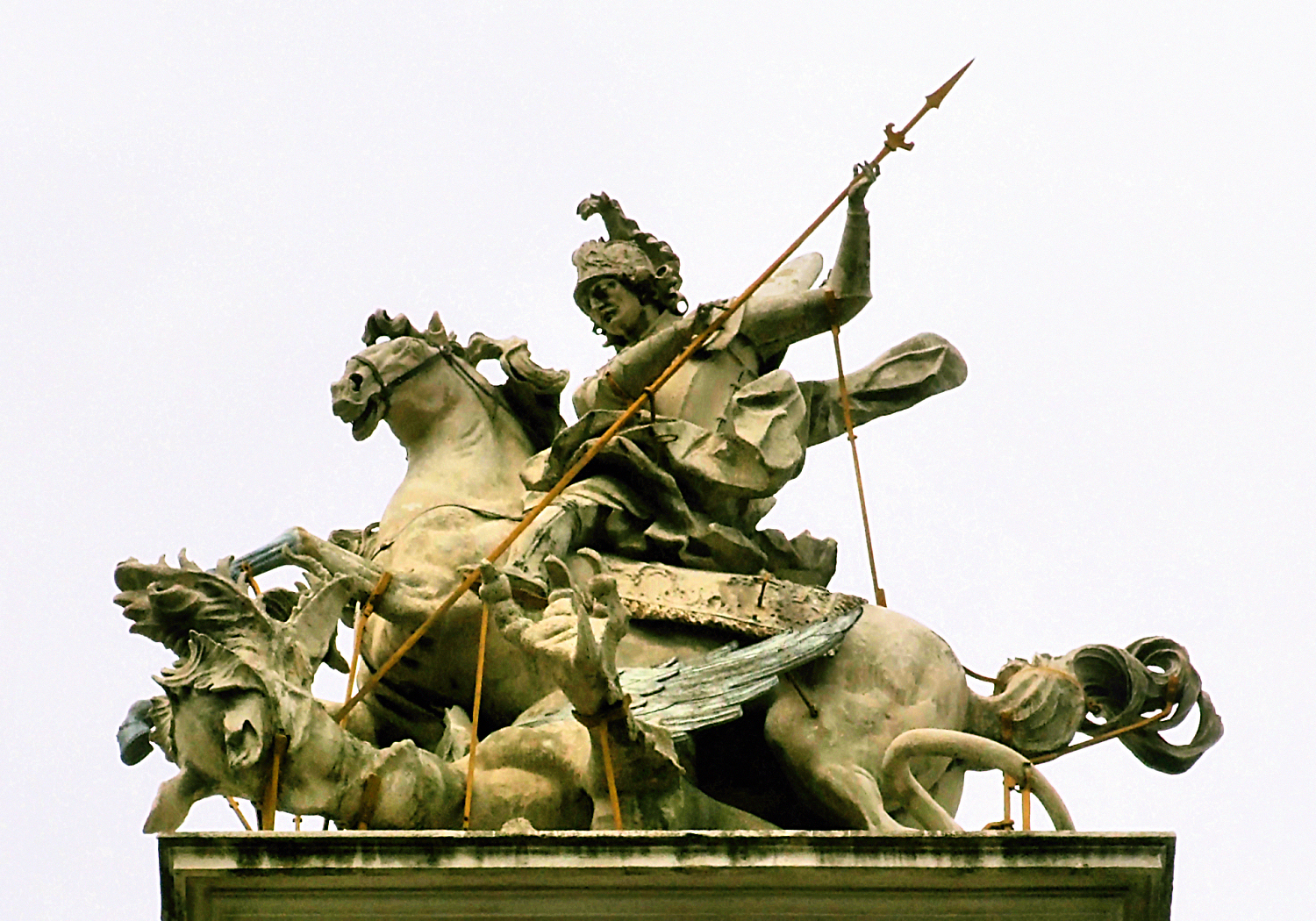
Rzeźba św. Jura walczącego ze smokiem

Ekspresyjną fasadę główną świątyni, uformowaną z wklęsło-wypukłych powierzchni, ozdobioną pilastrami i podzieloną poziomo łamanymi gzymsami, z centralnym ryzalitem mieszczącym portal wejściowy wieńczy ozdobna balustrada z wazonami i doskonała w kompozycji rzeźba grupowa przedstawiająca św. Jura (Jerzego) na koniu, walczącego ze smokiem. Wejście, do którego prowadzą reprezentacyjne schody z balustradami i rzeźbami skrzydlatych geniuszy dłuta Szymona Starzewskiego, flankowane jest dwoma rokokowymi figurami świętych Atanazego i Leona (patriarchy i papieża, symbolizujących jedność Kościoła, będących jednocześnie patronami fundatorów – Atanazego i Leona Szeptyckich). Wszystkie te rzeźby wyszły spod dłuta Jana Jerzego Pinzla – czołowego przedstawiciela lwowskiej rzeźby rokokowej. Zwieńczenia tamburu i latarni otrzymały formę ażurowych attyk.
Pod schodami wiodącymi do świątyni znajduje się grota z figurą św. Onufrego.

### Wystrój wnętrza

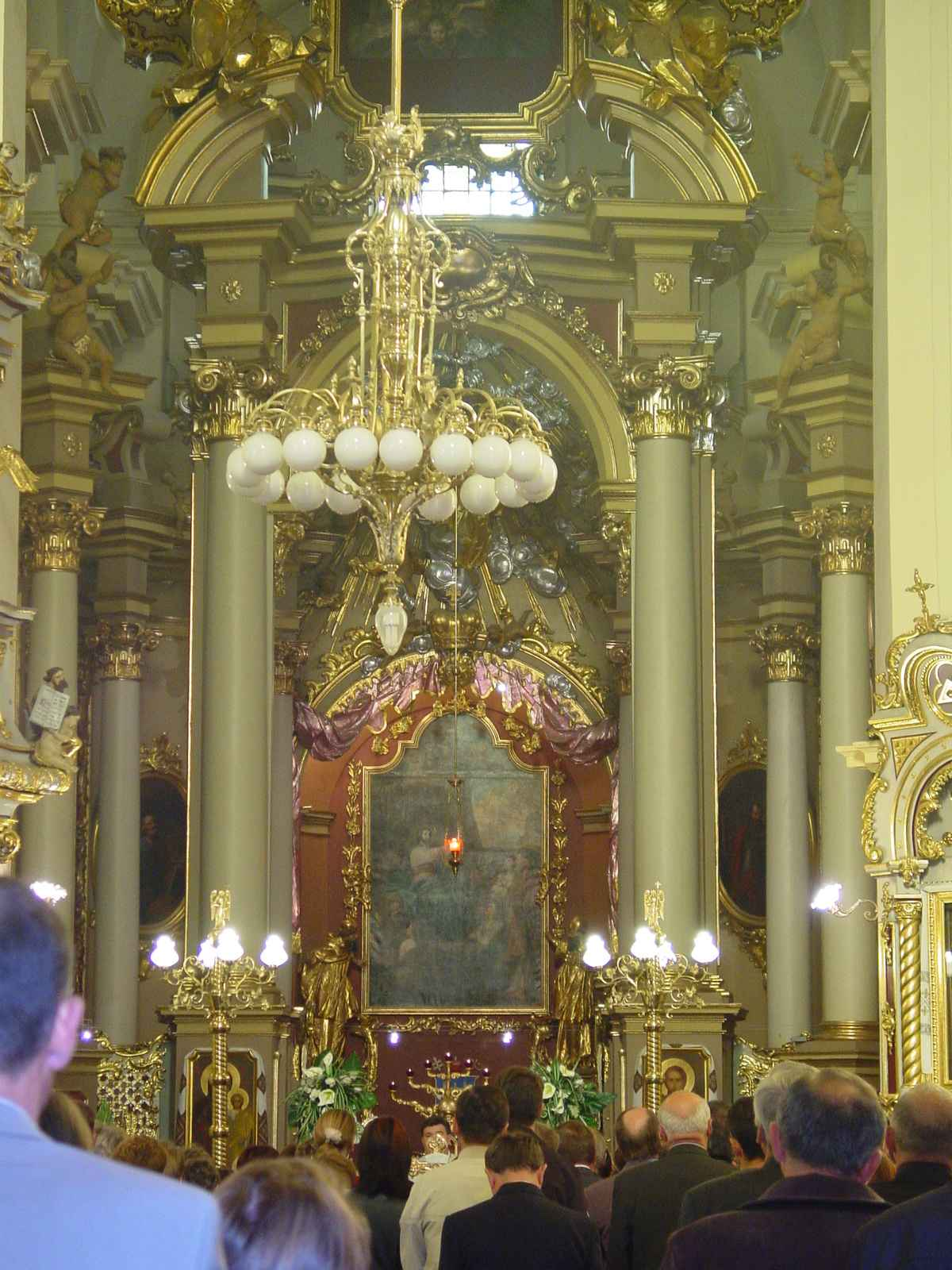
Wnętrze soboru

Cztery filary wspierające tambur kopuły dzielą zarazem wnętrze świątyni na trzy nawy. Nawy, prezbiterium i transept nakrywają sklepienia krzyżowe. Wnętrze ma jednolity, rokokowy wystrój. Ołtarz główny (1770-71) ma formę arkady z łamanym szczytem, wspartej na dwóch kolumnach. Za jego twórcę uchodzi rzeźbiarz Sebastian Fesinger. Według innych źródeł całość wystroju wnętrza wyszła spod dłuta Michała Filewicza. Wykonał on na pewno część rzeźb ołtarza głównego. Autorem obrazu w ołtarzu głównym, przedstawiającym „Kazanie na górze” jest Franciszek Smuglewicz. Spod jego pędzla wyszedł też obraz Chrystusa na ścianie apsydy.
We wnętrzu na uwagę zasługuje również rzeźbiony rokokowy ikonostas (którego wykonanie przypisywane jest Sebastianowi Fesingerowi) z obrazami pędzla Łukasza Dolińskiego i Jerzego Radziwiłowskiego. Na filarze, po lewej stronie ikonostasu wisi cudowna XVII-wieczna ikona Matki Boskiej Trembowelskiej (uratowana przed Turkami przez biskupa Józefa Szumlańskiego i przywieziona do Lwowa w 1673).
Po przeciwnej stronie znajduje się rokokowa, drewniana ambona. Wystroju dopełnia sześć barokowych ołtarzy bocznych oraz marmurowe epitafia z portretami biskupów i metropolitów lwowskich, m.in.: Atanazego Szeptyckiego (1686–1746), Leona Szeptyckiego (1717–1774), Michała Lewickiego (1774–1858), Spirydiona Litwinowicza (1810–1869), Andrzeja Szeptyckiego (1865–1944), Josyfa Slipego (1892–1984) i Myroslawa Lubacziwśkiego (1914–2000).
Przy wejściu do świątyni znajduje się tablica pamiątkowa poświęcona ukraińskiemu poecie, pisarzowi i działaczowi oświatowemu, Markijanowi Szaszkewyczowi (1811–1843).
Po obydwu stronach nawy głównej eksponowane są domniemane relikwie św. Mikołaja i św. Piotra.

### Krypty
W krypcie pochowane są szczątki uznawane za należące do księcia ruskiego Jarosława Ośmiomysła, przewiezione tu z Halicza przed II wojną światową. W innej krypcie, udostępnionej wiernym, pochowani są metropolici greckokatoliccy: Sylwestr Sembratowycz, Andrzej Szeptycki, Josyf Slipyj, Wołodymyr Sterniuk i Myrosław Lubacziwśkyj.

## Budynek kapituły
Budynek kapituły składa się z trzech części. Dwa równolegle, barokowe skrzydła po obu stronach soboru katedralnego zostały zbudowane w 1767 według projektu Klemensa Fesingera. Do 1817 były one siedzibą zakonu bazylianów. Oba skrzydła łączy dłuższy korpus poprzeczny, zbudowany w XIX w. Wieńczy go wieża-dzwonnica nakryta neobarokowym hełmem, zbudowana w 1828 według projektu Józefa Semlera i przebudowana w 1865 według projektu Józefa Braunseisa. Wisi w niej dzwon, najstarszy na Ukrainie, zwany niegdyś Tatarem lub Dzwonem Lubarta (w księstwie włodzimierskim panował wtedy książę Lubart). Został on odlany w 1341, o czym informuje znajdująca się na nim inskrypcja w języku cerkiewnosłowiańskim.
Budynek kapituły wewnątrz dziedzińca jest dwukondygnacyjny, a z zewnątrz – z uwagi na spadek tereny – trzykondygnacyjny. Jego dekorację zewnętrzną stanowi boniowanie i lizeny natomiast szczyty zostały zwieńczone attykami z kartuszami i kamiennymi latarniami.

## Pałac metropolitów

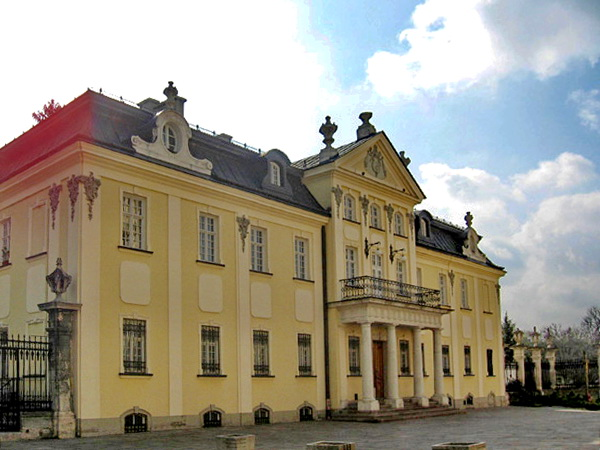
Pałac metropolitów greckokatolickich

Pałac metropolitów został wzniesiony w 1762 naprzeciwko katedry według projektu Klemensa Fesingera. Fundatorem pałacu był Leon Szeptycki. Jest to dwukondygnacyjna, rokokowa budowla, przykryta mansardowym dachem z lukarnami, zawierająca elementy klasycystyczne (portyk z kolumnami toskańskimi). Część centralną budowli stanowi lekko wysunięty, trójosiowy ryzalit, poprzedzony portykiem wspartym na czterech kolumnach, nad którym znajduje się balkon z żeliwną balustradą. Całość wieńczy tympanon z kartuszem herbowym w środku, ozdobiony u szczytu i po bokach kamiennymi wazonami. Pierwotny wystrój malarski i rzeźbiarski wnętrz z lat 1775-1776 był dziełem J. Szczurowskiego, S. Ugnickiego i S. Gradolewskiego, pracujących pod kierunkiem lwowskiego architekta Franciszka Ksawerego Kulczyckiego.
Obecny wystrój wnętrz został wykonany w 1885 według projektu Sylwestra Hawryszkewycza.
W ścianie budynku znajduje się tablica pamiątkowa z 1991 poświęcona metropolicie Andrzejowi Szeptyckiemu.
W 2001 w pałacu zatrzymał się papież Jan Paweł II, będąc gościem metropolity Lubomyra Huzara. Z tej okazji zarówno pałac jak i archikatedra przeszły gruntowny remont. Liczy się, że całkowity jego koszt przekroczył 36 milionów hrywien.